# 박종태
박종태(1971년~2009년 4월 30일)는 운수노조 화물연대 광주1지회 지회장으로 일하다 자살하였다. 그의 시신은 2009년 5월 3일 대한통운 대전물류센터 앞 야산에서 나무에 목이 매어진 채 발견됐다. 박종태의 시신 주변에는 ‘노조탄압 중단하라’는 현수막이 걸려 있었다. 박종태는 유서에서 "힘없는 노동자들이 길거리로 내몰린 지 43일이 되도록 아무 힘도 써 보지 못해서는 안 된다는 절박한 심정을 호소하기 위해 (죽음을) 선택했다"고 밝혔다.  ‘운송료 30원 인상’이라는 구두 합의 이행을 촉구하다 계약 해지된 택배 기사들을 도우려 집회를 주도하던 그는 체포영장이 발부되어 도피하던 중에 자살하였다.

## 사후의 일들
5월 13일 대전중앙병원에 마련된 빈소에 추미애 국회의원이 방문하여 유가족을 위로하고 특수노동자의 처우 개선을 위한 입법활동을 위해 노력할 것을 약속하였다. 화물연대는 이후 추모대회를 개최하였고 파업을 결의하였다. 광주 민주노총은 박종태씨 유족 돕기 모금 운동을 시작하였다.

6월 3일 대전지역 시민 단체와 종교계, 학계 관계자들이 대한통운 대전지사 앞에서 기자회견을 열고 고 박종태 씨의 자살로 불거진 대한통운사태의 조속한 해결을 촉구했다.
6월 11일 화물연대는 0시를 기해 파업에 돌입했다. 10일 화물연대와 대한통운은 교섭주체 문제를 제외하고는 대부분 합의에 이르렀으나, 대한통운이 합의서 전문과 서명 날인에 ‘화물연대’를 표기하는 문제를 두고 이를 인정하지 않으면서 막판 교섭은 결렬됐다.
6월 15일 결국 대한통운의 요구대로 ‘화물연대’ 대신 ‘대한통운 광주지사 택배분회 분회장’ 명의로 합의서에 서명하여 3월 16일 해고(계약해지)된 대한통운 광주지사 소속 택배노동자 38명은 박종태 화물연대 광주지부 제2지회장의 장례식을 치른 후 업무에 복귀하게 됐다. 대한통운 광주지사는 복귀자에 대한 처우 불이익 등 차별을 하지 않기로 했으며 양측은 민형사상 고소, 고발, 가처분 신청 등 소송을 3일 이내에 취하하기로 했다.
6월 20일 숨진 지 52일 만에 대한통운 대전지사 앞마당에서 전국노동자장으로 장례식이 치러졌고, 광주 망월동 구 묘역에 안장되었다.